# Stylaster
Stylaster è un genere di Hydrozoa della famiglia Stylasteridae.

## Specie
- Stylaster alaskanus
- Stylaster amphiheloides
- Stylaster antillarum
- Stylaster asper
- Stylaster aurantiacus
- Stylaster bellus
- Stylaster bilobatus
- Stylaster bithalamus
- Stylaster blatteus
- Stylaster bocki
- Stylaster boreopacificus
- Stylaster boschmai
- Stylaster brochi
- Stylaster brunneus
- Stylaster californicus
- Stylaster campylecus
- Stylaster cancellatus
- Stylaster carinatus
- Stylaster cocosensis
- Stylaster complanatus
- Stylaster corallium
- Stylaster crassior
- Stylaster densicaulis
- Stylaster dentatus
- Stylaster divergens
- Stylaster duchassaingi
- Stylaster eguchii
- Stylaster elassotomus
- Stylaster erubescens
- Stylaster filogranus
- Stylaster flabelliformis
- Stylaster galapagensis
- Stylaster gemmascens
- Stylaster gracilis
- Stylaster granulosus
- Stylaster griggi
- Stylaster hattori
- Stylaster horologium
- Stylaster ibericus
- Stylaster imbricatus
- Stylaster incompletus
- Stylaster infundibuliferus
- Stylaster inornatus
- Stylaster laevigatus
- Stylaster lonchitis
- Stylaster marenzelleri
- Stylaster maroccanus
- Stylaster marshae
- Stylaster microstriatus
- Stylaster miniatus
- Stylaster moseleyanus
- Stylaster multiplex
- Stylaster nobilis
- Stylaster norvegicus
- Stylaster papuensis
- Stylaster polymorphus
- Stylaster polyorchis
- Stylaster profundiporus
- Stylaster profundus
- Stylaster pulcher
- Stylaster purpuratus
- Stylaster ramosus
- Stylaster robustus
- Stylaster rosaceus
- Stylaster roseus
- Stylaster sanguineus
- Stylaster scabiosus
- Stylaster solidus
- Stylaster spatula
- Stylaster stejnegeri
- Stylaster stellulatus
- Stylaster subviolacea
- Stylaster tenisonwoodsi
- Stylaster venustus
- Stylaster verrillii